# Eutelsat 115 West B
Eutelsat 115 West B (бывший Satmex 7) — геостационарный спутник связи, принадлежащий французскому спутниковому оператору, компании Eutelsat. Название спутника было изменено в соответствии с нумерацией компании Eutelsat, после приобретения ею активов мексиканской компании Satmex. Предназначен для предоставления телекоммуникационных услуг для Северной и Южной Америки.
Спутник не использует двигателей с химическим топливом, все орбитальные манёвры и корректировки будут осуществлять с помощью электрической (ионной) двигательной установки.
Располагается на орбитальной позиции 114,9° западной долготы.
Запущен 2 марта 2015 года ракетой-носителем Falcon 9 v1.1 вместе со спутником ABS-3A.
Спутник достиг рабочей орбиты в начале октября и был введён в эксплуатацию 15 октября 2015 года, на месяц раньше, чем планировалось изначально.

## Аппарат
Построен на базе новейшей космической платформы Boeing 702SP американской компанией Boeing. Электроснабжение обеспечивают два крыла солнечных батарей и аккумуляторные батареи. Платформа использует полностью электрическую двигательную установку XIPS (Xenon Ion Propulsion System), рабочим телом для которой служит ксенон. Все орбитальные корректировки осуществляется с помощью этой установки, без использования химического ракетного топлива. Малый расход топлива двигательной установкой позволяет значительно снизить стартовый вес спутника, но низкие показатели тяги двигателей существенно увеличивают время выхода на рабочую орбиту. Специальная конструкция космической платформы позволяет запускать два спутника одновременно (один на другом) без дополнительных крепёжных элементов. Ожидаемый срок службы спутника — 15 лет. Стартовая масса спутника составляет 2205 кг.

### Транспондеры
На спутник установлены 34 активных транспондера Ku-диапазона, переключаемые между тремя лучами, и 12 активных транспондеров C-диапазона.

### Покрытие
Спутник Eutelsat 115 West B будет обеспечивать широкий спектр телекоммуникационных услуг потребителям стран Северной и Южной Америки.

## Запуск
Пятый запуск коммерческого спутника на геопереходную орбиту для компании SpaceX.
Запуск спутника Eutelsat 115 West B состоялся в 03:50 UTC 2 марта 2015 года ракетой-носителем Falcon 9 v1.1 со стартового комплекса SLC-40 на мысе Канаверал в паре с подобным спутником ABS-3A. Спустя 35 минут после запуска спутник был выведен на суперсинхронную геопереходную орбиту с показателями 410 × 63 950 км, наклонение 24,8°.
После запуска было объявлено, что спутники были выведены на более удачную траекторию чем ожидалось, что позволит им достичь рабочих орбит как минимум на месяц раньше планируемого срока.

## Галерея

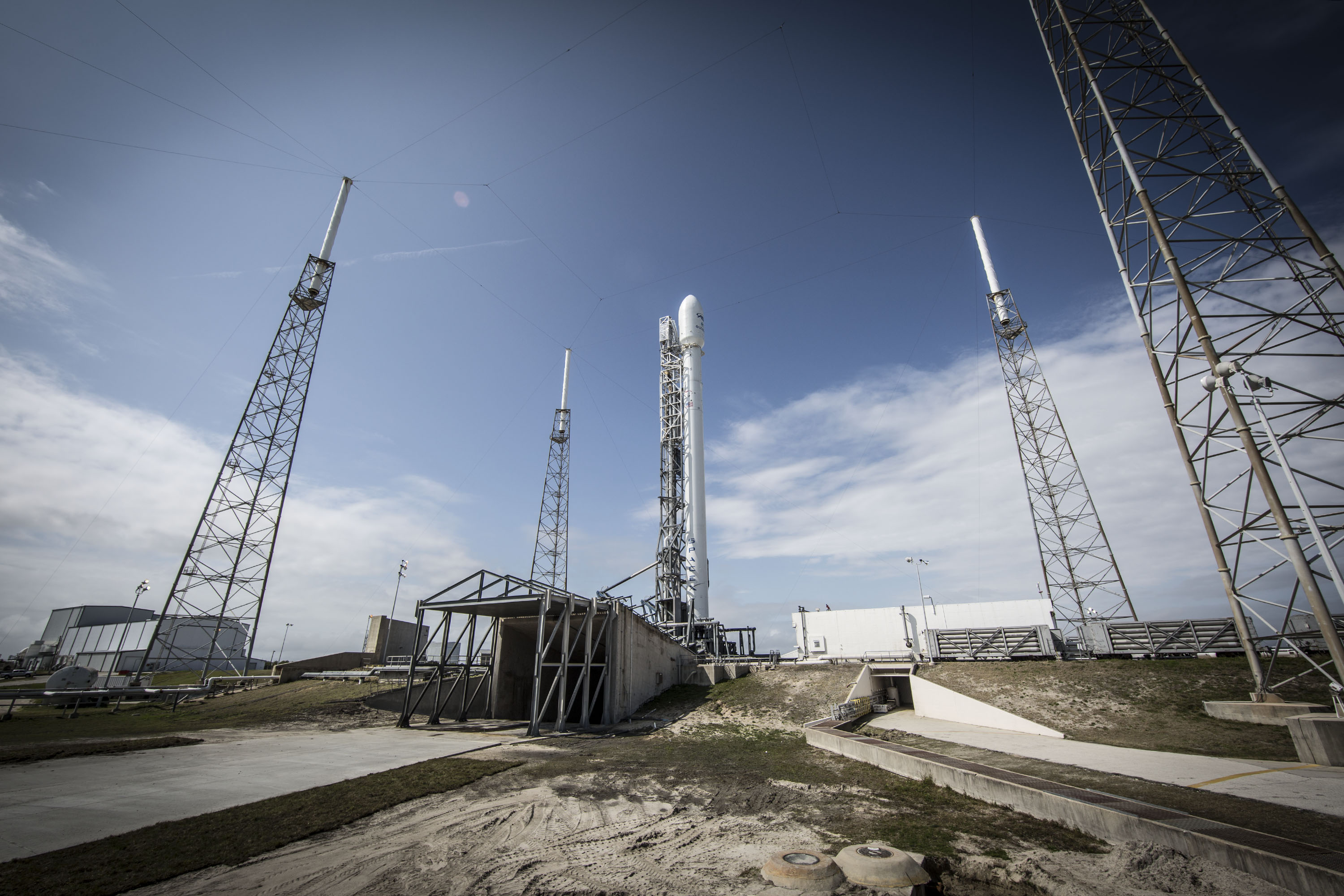
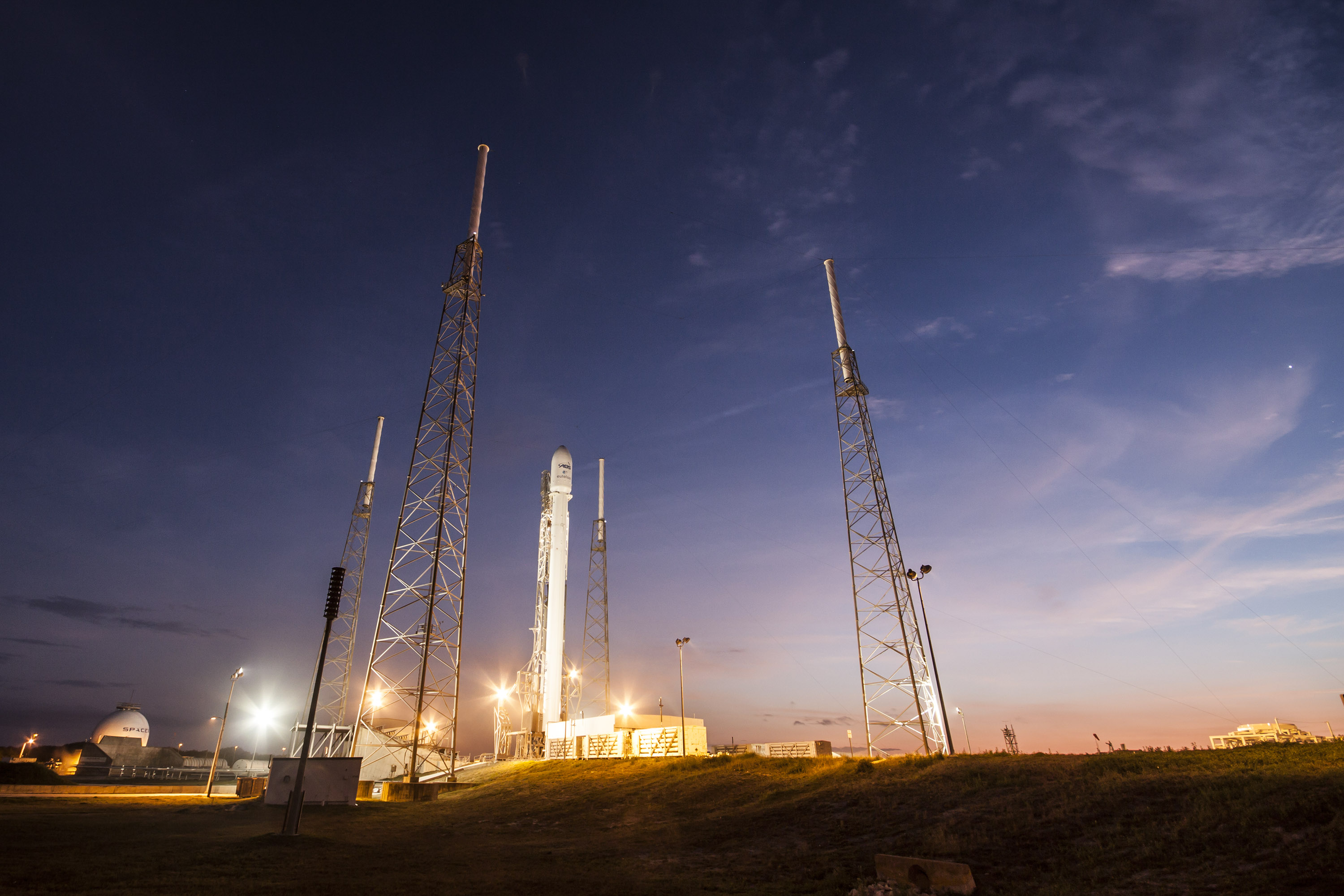
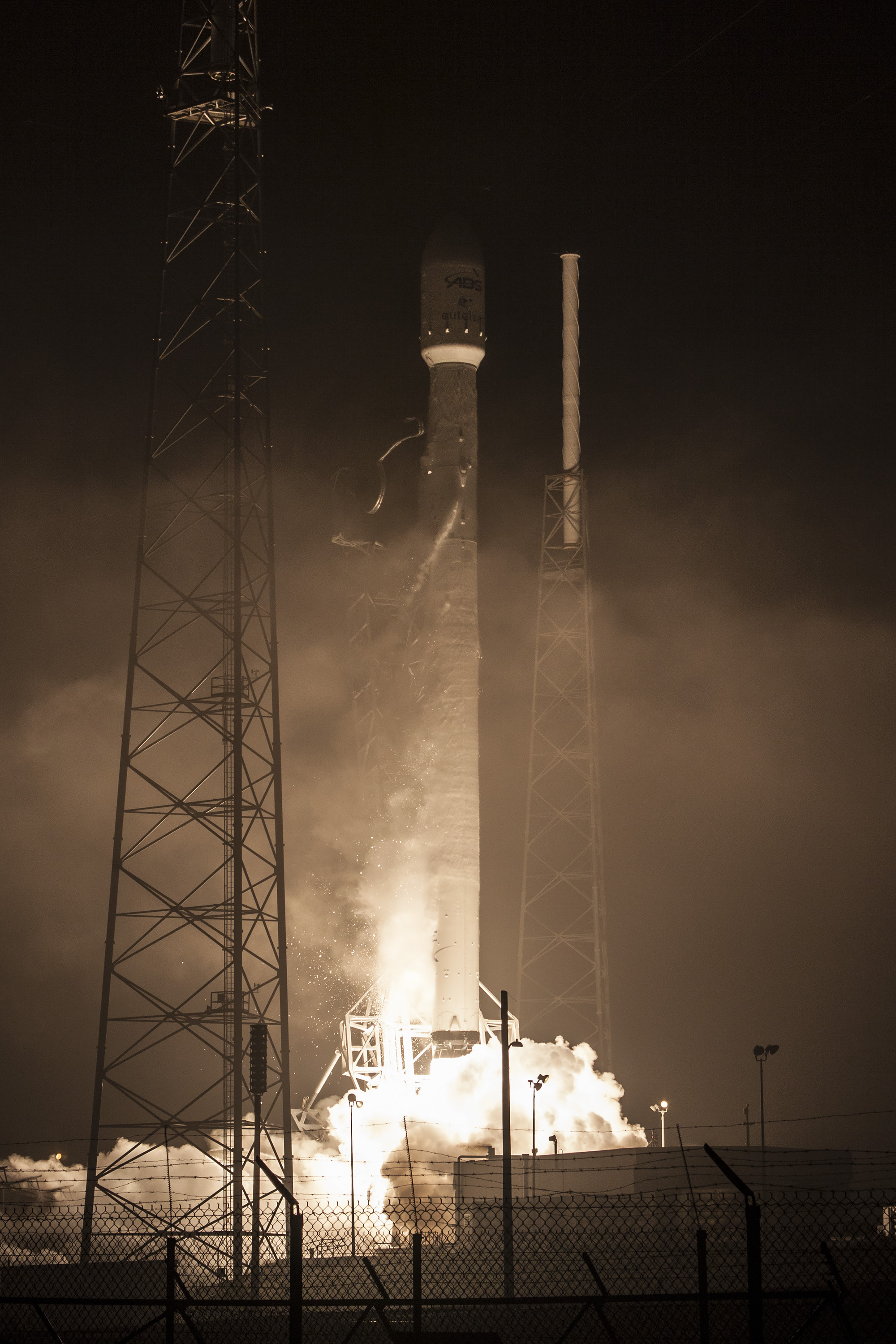
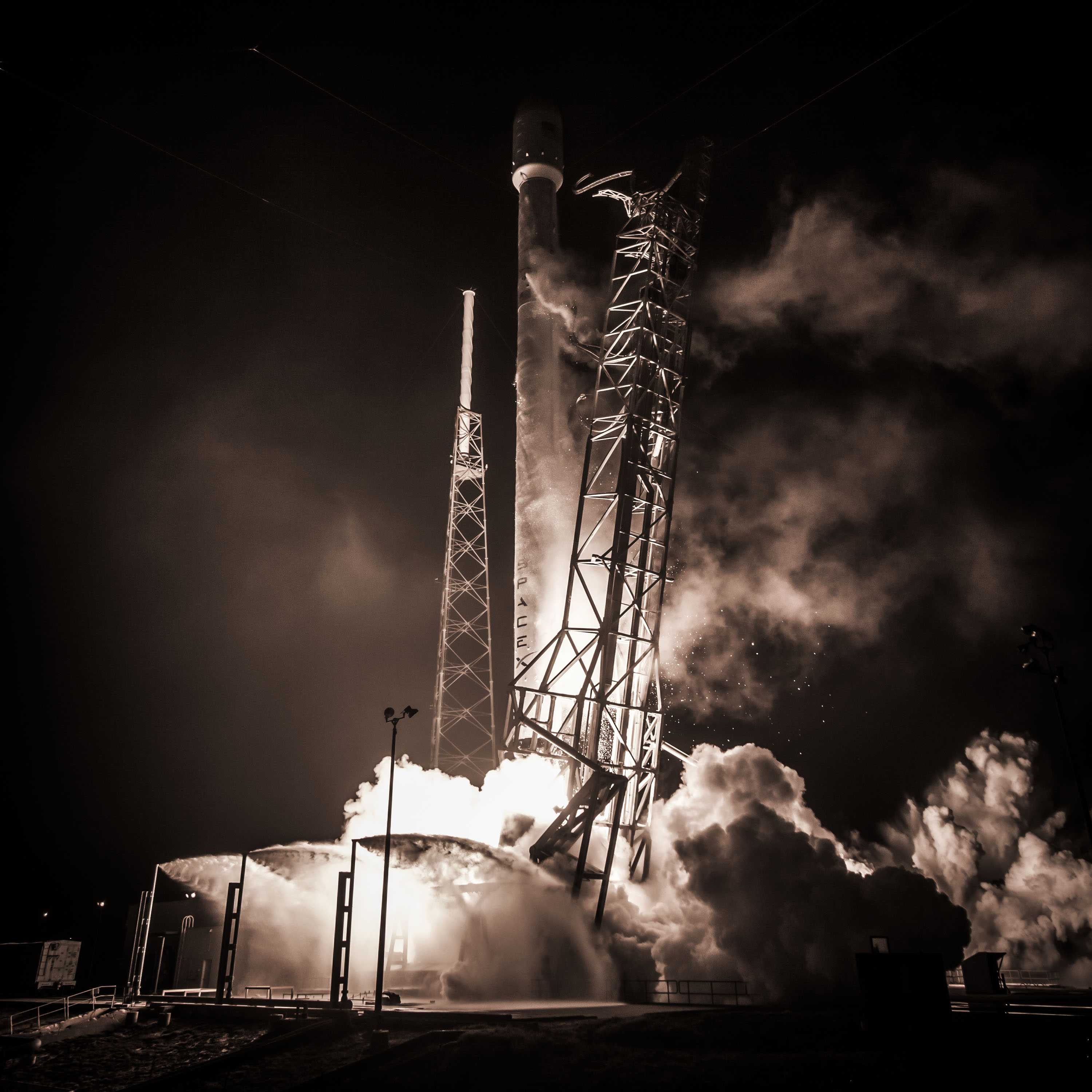
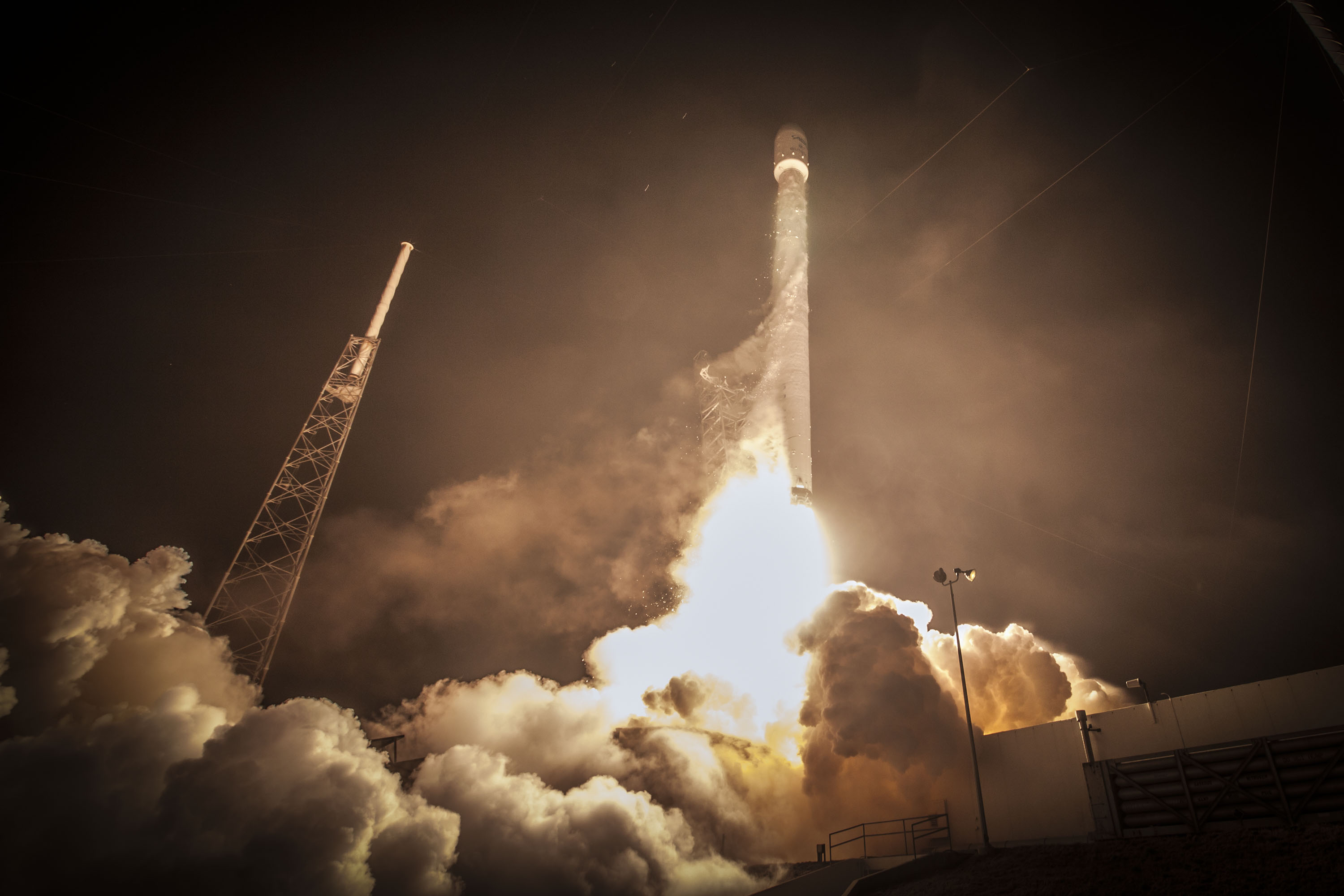
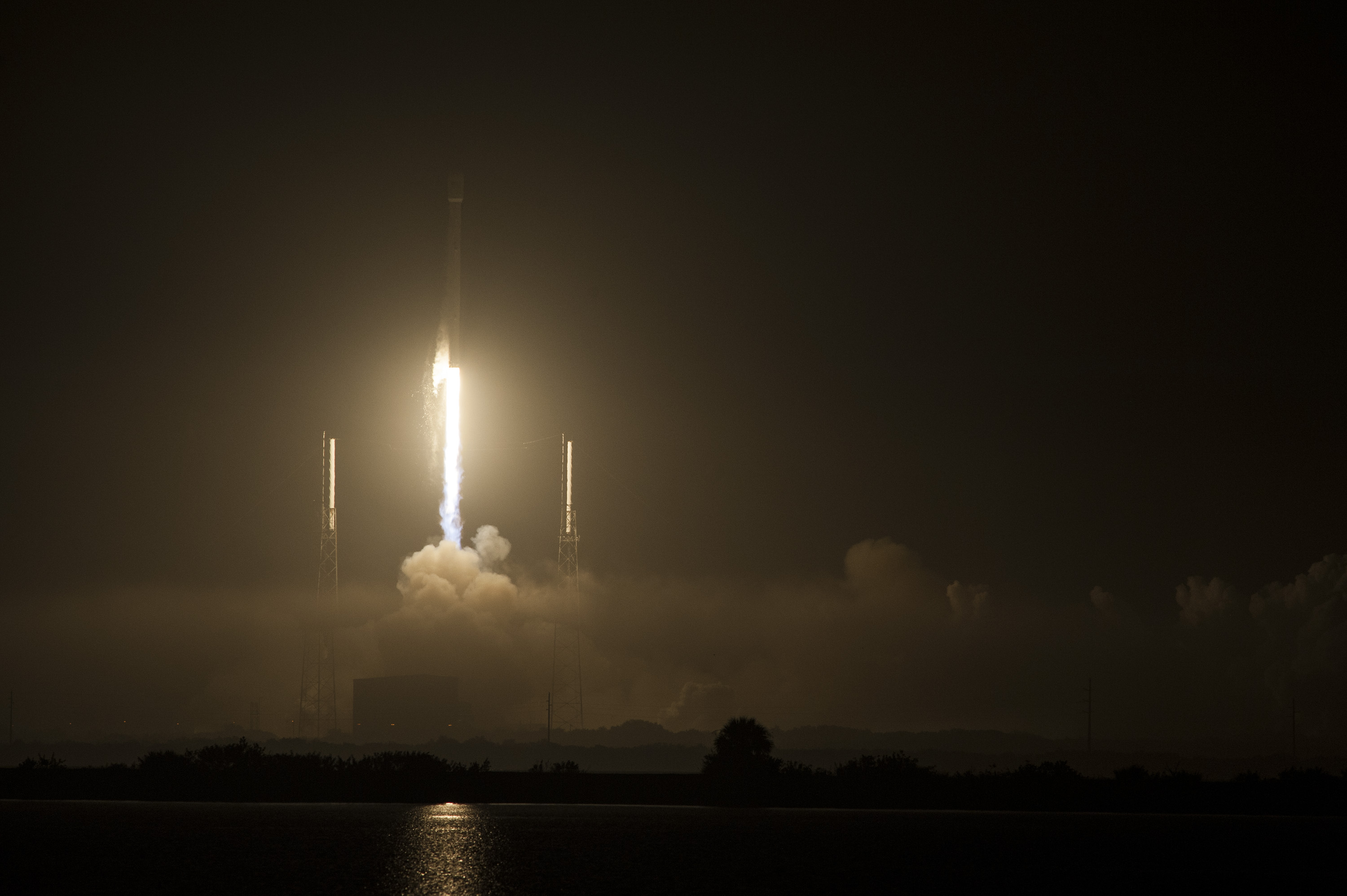
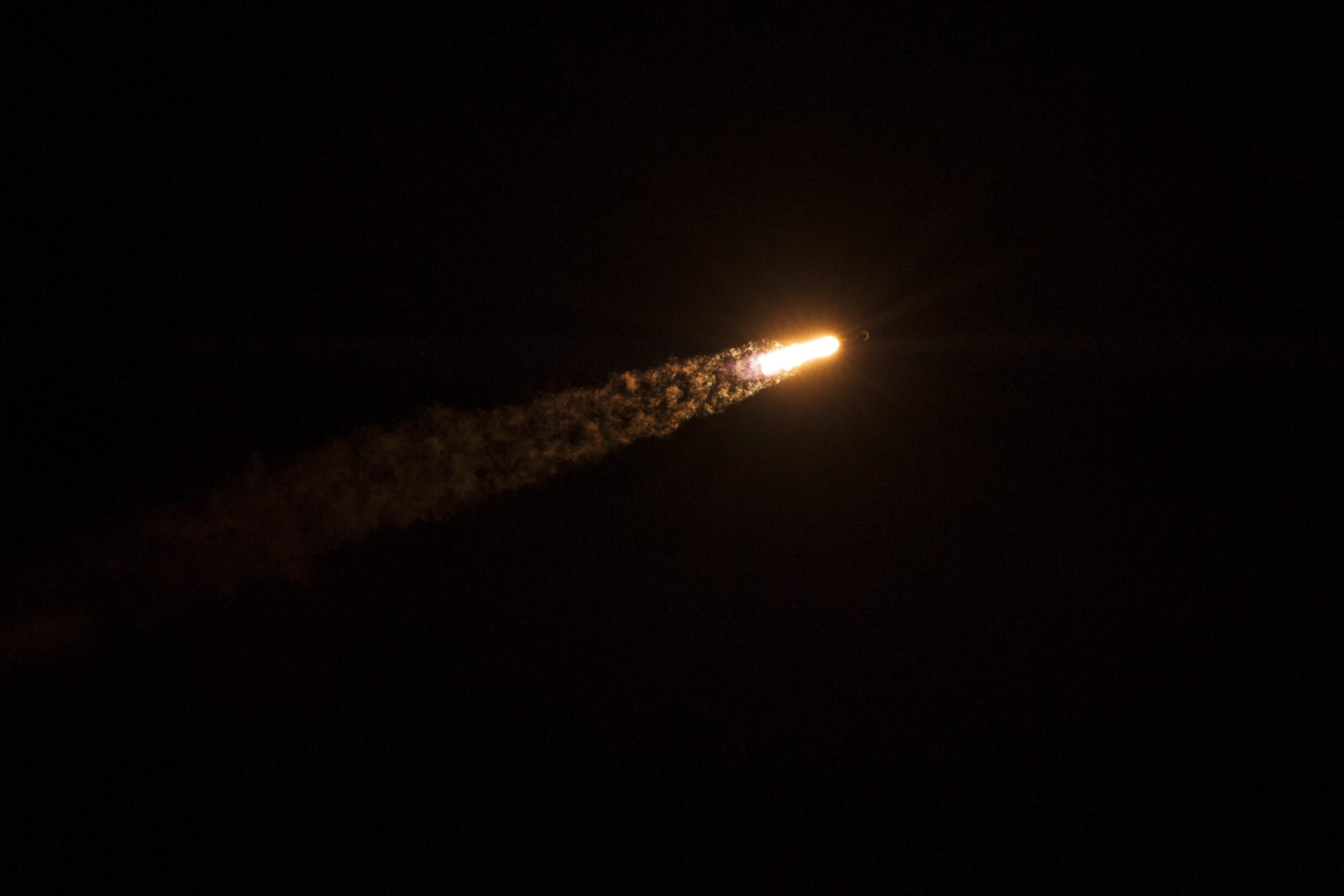
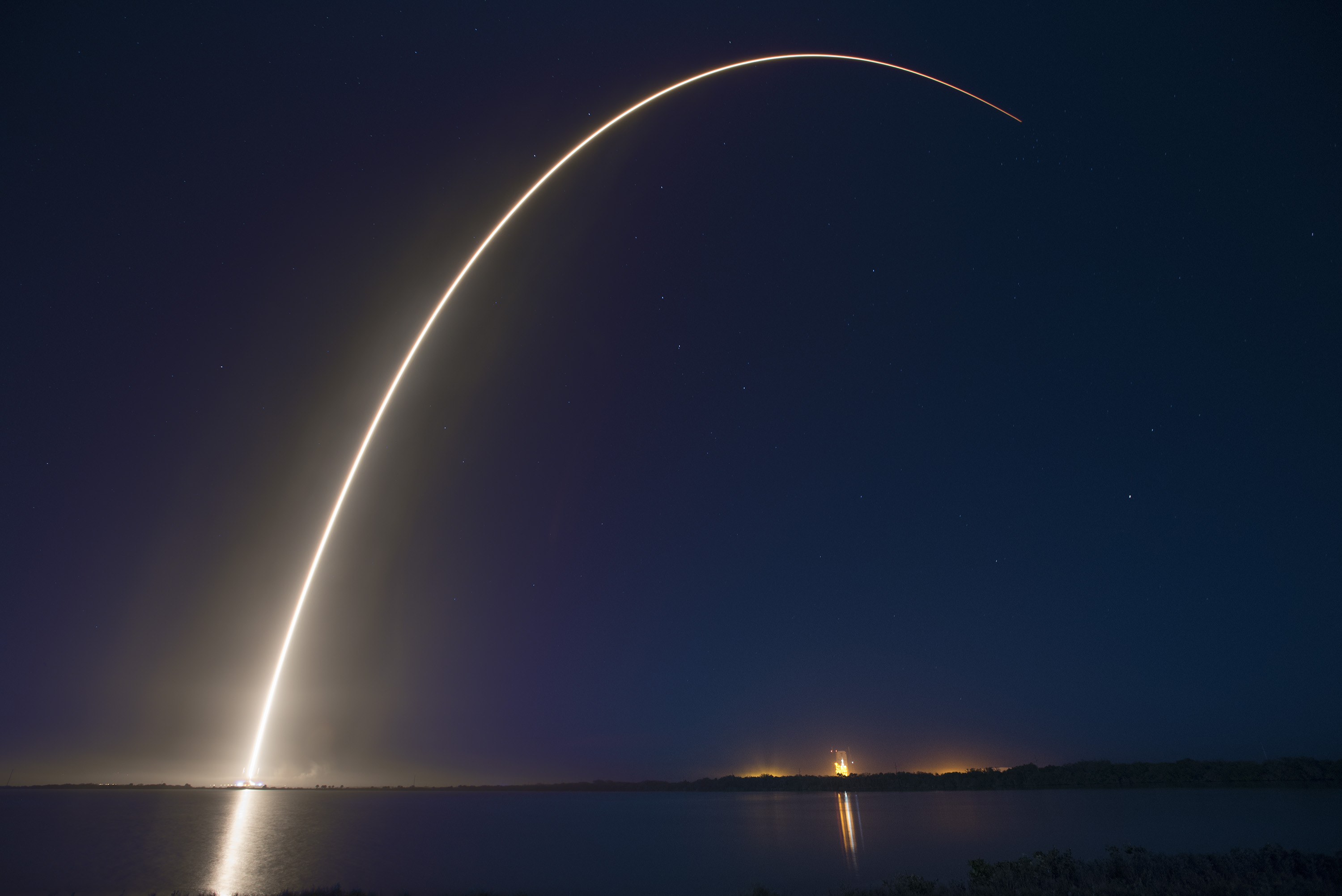
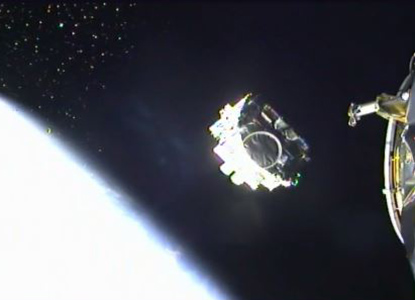